# Esteban Petignat
Esteban Petignat (* 17. Mai 2000 in Yverdon-les-Bains) ist ein Schweizer Fussballspieler.

## Karriere
Petignat begann seine Laufbahn beim BSC Young Boys, bei dem er zur Saison 2017/18 in das erweiterte Kader der zweiten Mannschaft befördert wurde. Am 19. Mai 2018, dem 25. Spieltag, gab er sein Debüt in der 1. Liga, der vierthöchsten Schweizer Spielklasse, als er beim 4:2 gegen den FC Azzurri LS 90 in der 82. Minute für Nikola Marinković eingewechselt wurde. Dies blieb in der regulären Saison sein einziger Einsatz; im anschliessenden Play-off um den Aufstieg wurde er in Hin- und Rückspiel gegen den FC Red Star Zürich eingesetzt, die Mannschaft verlor mit insgesamt 4:7 Toren.
In der Spielzeit 2018/19 avancierte er zum Stammspieler des Reserveteams und spielte bis zum Ende der Saison 20-mal in der 1. Liga, wobei er ein Tor erzielte.
In der folgenden Saison 2019/20 absolvierte er neun Partien für die zweite Mannschaft. Zudem debütierte er am 6. Oktober 2019, dem 10. Spieltag, für die erste Mannschaft in der Super League, der höchsten Schweizer Spielklasse, als er beim 4:0 gegen den FC Zürich in der 84. Minute für Michel Aebischer eingewechselt wurde.
Bis zur covid-19-bedingten Unterbrechung Ende Februar 2020 kam zu insgesamt drei Spielen in der Super League und einer Partie in der 1. Runde des Schweizer Cups, als die Berner mit 1:0 gegen den Drittligisten Étoile Carouge gewannen. Im März desselben Jahres zog er sich im Training einen Kreuzbandriss im rechten Knie zu und fällt seither aus. YB gewann am Saisonende 2019/20 das Double aus Meisterschaft und Cup.

## Erfolge
BSC Young Boys
- Schweizer Meister 2020
- Schweizer Cupsieger 2020